# Penya Roja
|  | Per a altres significats, vegeu «Penya-roja». |

La Penya Roja o Penya del Migdia és un cim de Mallorca que té una altura de 355 m i que pertany al municipi d'Alcúdia. L'accés més usual és a per l'ermita de la Victòria.